# 工作站前駅
工作站前駅（こうさくたんまええき）は、台湾台南市新営区にあった、台湾糖業鉄道布袋線の駅（廃駅）である。

## 駅構造
- 単式ホーム1面1線の地上駅（廃止時）。

## 駅周辺
- 台湾糖業生産技術服務処 - 1959年まではの台湾糖業機械工程処新営工作站、駅名の由来。

## 歴史
- 1939年5月20日 - 修理工場駅（しゅうりこうじょうまえ）として開業。
- 戦後 - 中国語で修理廠前駅と改称。
- 1956年7月1日 - 旅客と貨物取扱廃止。工作站前駅と改称。

## 現況
"ホームが保存された。

## 隣の駅
台湾糖業鉄道
布袋線（廃止）
廠前駅 - 工作站前駅 - 東太子宮駅